# Општина Аламо Темапаче (Веракруз)
Аламо Темапаче (шп. Álamo Temapache) општина је у Мексику у савезној држави Веракруз. Општина се налази на надморској висини од 21 м.

## Становништво
Према подацима из 2010. у општини је живело 104499 становника.

### Хронологија
| Година       | 2000                   | 2005                   | 2010                   |
| ------------ | ---------------------- | ---------------------- | ---------------------- |
| Становништво | 102946 (51026 / 51920) | 100790 (49382 / 51408) | 104499 (51618 / 52881) |

### Попис
| \| \| м \| \| \| ж \| \| 0—2 \| 2.590 \| \| \| 2.581 \| \| 3—5 \| 2.844 \| \| \| 2.749 \| \| 6—11 \| 6.267 \| \| \| 6.139 \| \| 12—14 \| 3.294 \| \| \| 3.218 \| \| 15—17 \| 3.632 \| \| \| 3.484 \| \| 18—24 \| 6.270 \| \| \| 6.247 \| \| 60+ \| 6.116 \| \| \| 6.117 \| \| Просек : \| 29,7 \| \| \| 30,3 \| |       |  |  |       |
| |       |  |  |       |
| | м     |  |  | ж     |
| 0—2 | 2.590 |  |  | 2.581 |
| 3—5 | 2.844 |  |  | 2.749 |
| 6—11 | 6.267 |  |  | 6.139 |
| 12—14 | 3.294 |  |  | 3.218 |
| 15—17 | 3.632 |  |  | 3.484 |
| 18—24 | 6.270 |  |  | 6.247 |
| 60+ | 6.116 |  |  | 6.117 |
| Просек : | 29,7  |  |  | 30,3  |

| #   | Индикатор                                                                                        | Вредност |
| --- | ------------------------------------------------------------------------------------------------ | -------- |
| 1   | Становништво од 0 до 2 године                                                                    | 5171     |
| 2   | Мушко становништво од 0 до 2 године                                                              | 2590     |
| 3   | Женско становништво од 0 до 2 године                                                             | 2581     |
| 4   | Становништво са 3 и више година                                                                  | 98896    |
| 5   | Мушко становништво са 3 и више година                                                            | 48818    |
| 6   | Женско становништво са 3 и више година                                                           | 50078    |
| 7   | Становништво са 5 и више година                                                                  | 95142    |
| 8   | Мушко становништво са 5 и више година                                                            | 46902    |
| 9   | Женско становништво са 5 и више година                                                           | 48240    |
| 10  | Становништво са 12 и више година                                                                 | 80897    |
| 11  | Мушко становништво са 12 и више година                                                           | 39707    |
| 12  | Женско становништво са 12 и више година                                                          | 41190    |
| 13  | Становништво са 15 и више година                                                                 | 74385    |
| 14  | Мушко становништво са 15 и више година                                                           | 36413    |
| 15  | Женско становништво са 15 и више година                                                          | 37972    |
| 16  | Становништво са 18 и више година                                                                 | 67269    |
| 17  | Мушко становништво са 18 и више година                                                           | 32781    |
| 18  | Женско становништво са 18 и више година                                                          | 34488    |
| 19  | Становништво од 3 до 5 година                                                                    | 5593     |
| 20  | Мушко становништво од 3 до 5 година                                                              | 2844     |
| 21  | Женско становништво од 3 до 5 година                                                             | 2749     |
| 22  | Становништво од 6 до 11 година                                                                   | 12406    |
| 23  | Мушко становништво од 6 до 11 година                                                             | 6267     |
| 24  | Женско становништво од 6 до 11 година                                                            | 6139     |
| 25  | Становништво од 8 до 14 година                                                                   | 15077    |
| 26  | Мушко становништво од 8 до 14 година                                                             | 7610     |
| 27  | Женско становништво од 8 до 14 година                                                            | 7467     |
| 28  | Становништво од 12 до 14 година                                                                  | 6512     |
| 29  | Мушко становништво од 12 до 14 година                                                            | 3294     |
| 30  | Женско становништво од 12 до 14 година                                                           | 3218     |
| 31  | Становништво од 15 до 17 година                                                                  | 7116     |
| 32  | Мушко становништво од 15 до 17 година                                                            | 3632     |
| 33  | Женско становништво од 15 до 17 година                                                           | 3484     |
| 34  | Становништво од 18 до 24 године                                                                  | 12517    |
| 35  | Мушко становништво од 18 до 24 године                                                            | 6270     |
| 36  | Женско становништво од 18 до 24 године                                                           | 6247     |
| 37  | Женско становништво од 15 до 49 година                                                           | 27049    |
| 38  | Становништво са 60 и више година                                                                 | 12233    |
| 39  | Мушко становништво са 60 и више година                                                           | 6116     |
| 40  | Женско становништво са 60 и више година                                                          | 6117     |
| 41  | Однос између мушкараца и жена                                                                    | 97.61    |
| 42  | Становништво од нуле до 14 година                                                                | 29682    |
| 43  | Становништво од 15 до 64 године                                                                  | 65757    |
| 44  | Становништво од 65 година и више                                                                 | 8628     |
| 45  | Просечан број деце                                                                               | 2.79     |
| 46  | Становништво рођено у ентитету                                                                   | 94393    |
| 47  | Мушко становништво рођено у ентитету                                                             | 46664    |
| 48  | Женско становништво рођено у ентитету                                                            | 47729    |
| 49  | Становништво рођено у другом ентитету                                                            | 9378     |
| 50  | Мушко становништво рођено у другом ентитету                                                      | 4587     |
| 51  | Женско становништво рођено у другом ентитету                                                     | 4791     |
| 52  | Становништво од 5 година и више резидентно у ентитету у јуну 2005. године                        | 89773    |
| 53  | Мушко становништво старосног доба од 5 година и више, резидентно у ентитету у јуну 2005. године  | 43986    |
| 54  | Женско становништво старосног доба од 5 и више година, резидентно у ентитету у јуну 2005. године | 45787    |
| 55  | Становништво од 5 година и више које је живело у другом ентитету у јуну 2005. године             | 4326     |
| 56  | Мушко становништво старије од 5 година које је живело у другом ентитету у јуну 2005. године      | 2240     |
| 57  | Женско становништво старије од 5 година које је живело у другом ентитету у јуну 2005. године     | 2086     |
| 58  | Становништво од 3 године и више које говори аутохтони језик                                      | 8178     |
| 59  | Мушко становништво старо 3 године и више које говори аутохтони језик                             | 4055     |
| 60  | Женско становништво старо 3 године и више које говори аутохтони језик                            | 4123     |
| 61  | Становништво од 3 године и више које говори аутохтони језик и не говори шпански језик            | 133      |
| 62  | Мушко становништво старо 3 године и више које говори аутохтони језик и не говори шпански         | 20       |
| 63  | Женско становништво старо 3 године и више које говори аутохтони језик и не говори шпански језик  | 113      |
| 64  | Становништво старо 3 године и више које говори аутохтони језик и шпански                         | 7654     |
| 65  | Мушко становништво старо 3 године и више које говори аутохтони језик и шпански                   | 3862     |
| 66  | Женско становништво старо 3 године и више које говори аутохтони језик и шпански                  | 3792     |
| 67  | Становништво од 5 година и више које говори аутохтони језик                                      | 8148     |
| 68  | Становништво од 5 година и више које говори аутохтони језик и не говори шпански језик            | 133      |
| 69  | Становништво од 5 година и више које говори аутохтони језик и говори шпански језик               | 7627     |
| 70  | Становништво у домородачким домаћинствима                                                        | 19103    |
| 71  | Становништво са ограничењима у активностима                                                      | 5837     |
| 72  | Становништво са ограниченим ходањем или кретањем, горе или доле                                  | 2398     |
| 73  | Становници са ограничењима вида, чак и уз кориштење сочива                                       | 2260     |
| 74  | Становништво са ограничењима говора, комуникације или конверзације                               | 630      |
| 75  | Становништво са ограниченим слухом                                                               | 787      |
| 76  | Становништво са ограничењима при одевању, купању или јелу                                        | 313      |
| 77  | Становништво са ограничењима у опажању или учењу једноставних ствари                             | 305      |
| 78  | Становништво са менталним ограничењима                                                           | 566      |
| 79  | Становништво без ограничења активности                                                           | 97834    |
| 80  | Становништво од 3 до 5 година које не похађа школу                                               | 2941     |
| 81  | Мушко становништво од 3 до 5 година које не похађа школу                                         | 1523     |
| 82  | Женско становништво од 3 до 5 година које не похађа школу                                        | 1418     |
| 83  | Становништво од 6 до 11 година које не похађа школу                                              | 278      |
| 84  | Мушко становништво од 6 до 11 година које не похађа школу                                        | 150      |
| 85  | Женско становништво од 6 до 11 година које не похађа школу                                       | 128      |
| 86  | Становништво од 12 до 14 година које не похађа школу                                             | 325      |
| 87  | Мушко становништво од 12 до 14 година које не похађа школу                                       | 184      |
| 88  | Женско становништво од 12 до 14 година које не похађа школу                                      | 141      |
| 89  | Становништво од 15 до 17 година похађа школу                                                     | 5387     |
| 90  | Мушко становништво од 15 до 17 година похађа школу                                               | 2716     |
| 91  | Женско становништво између 15 и 17 година живота у школи                                         | 2671     |
| 92  | Становништво од 18 до 24 године похађа школу                                                     | 3405     |
| 93  | Мушко становништво од 18 до 24 године похађа школу                                               | 1690     |
| 94  | Женско становништво од 18 до 24 године похађа школу                                              | 1715     |
| 95  | Становништво од 8 до 14 година које не може да чита и пише                                       | 478      |
| 96  | Мушко становништво старосног доба од 8 до 14 година које не може да чита и пише                  | 283      |
| 97  | Женско становништво старосног доби од 8 до 14 година које не може да чита и пише                 | 195      |
| 98  | Становништво од 15 година и више које је неписмено                                               | 8285     |
| 99  | Мушко становништво од 15 година и више које је неписмено                                         | 3233     |
| 100 | Женско становништво од 15 година и више које је неписмено                                        | 5052     |
| 101 | Становништво старо 15 и више година без школовања                                                | 7583     |
| 102 | Мушко становништво старо 15 и више година без школовања                                          | 3138     |
| 103 | Женско становништво старо 15 и више година без школовања                                         | 4445     |
| 104 | Становништво старосног доба 15 и више година са непотпуним основним образовањем                  | 15496    |
| 105 | Мушко становништво старосног доба од 15 година и више са непотпуном основним образовањем         | 7710     |
| 106 | Женско становништво старосног доба 15 и више година са непотпуном основним образовањем           | 7786     |
| 107 | Становништво старо 15 и више година са комплетним основним образовањем                           | 13769    |
| 108 | Мушко становништво старо 15 година и више са комплетним основним образовањем                     | 6570     |
| 109 | Женско становништво старо 15 и више година са комплетним основним образовањем                    | 7199     |
| 110 | Становништво старосног доба 15 и више година са непотпуним средњим образовањем                   | 4172     |
| 111 | Мушко становништво старосног доба од 15 година и више са непотпуним средњим образовањем          | 2292     |
| 112 | Женско становништво старосног доба од 15 година и више са непотпуним средњим образовањем         | 1880     |
| 113 | Становништво старо 15 и више година са пуним секундарном образовањем                             | 14735    |
| 114 | Мушко становништво старосног доба од 15 година и више са пуним секундарном образовањем           | 7417     |
| 115 | Женско становништво старосног доба од 15 година и више са пуним секундарном образовањем          | 7318     |
| 116 | Становништво старије од 18 година са постосновним образовањем                                    | 16107    |
| 117 | Мушко становништво старије од 18 година са постосновним образовањем                              | 8156     |
| 118 | Женско становништво старије од 18 година са постосновним образовањем                             | 7951     |
| 119 | Просечна оцена школовања                                                                         | 7.08     |
| 120 | Просечан ниво образовања мушке популације                                                        | 7.24     |
| 121 | Просечан ниво образовања женског становништва                                                    | 6.93     |
| 122 | Економски активно становништво                                                                   | 37562    |
| 123 | Економски активна мушка популација                                                               | 29772    |
| 124 | Економски активна женска популација                                                              | 7790     |
| 125 | Становништво које није економски активно                                                         | 42829    |
| 126 | Мушко становништво које није економски активно                                                   | 9617     |
| 127 | Женско становништво које није економски активно                                                  | 33212    |
| 128 | Запослено становништво                                                                           | 36046    |
| 129 | Запослено мушко становништво                                                                     | 28436    |
| 130 | Запослено женско становништво                                                                    | 7610     |
| 131 | Незапослена популација                                                                           | 1516     |
| 132 | Незапослена мушка популација                                                                     | 1336     |
| 133 | Незапослена женска популација                                                                    | 180      |
| 134 | Становништво без права на здравствене услуге                                                     | 47103    |
| 135 | Становништво које има право на здравствене услуге                                                | 56795    |
| 136 | Становништво које има право на ИМСС                                                              | 10857    |
| 137 | Становништво које има право на социјално осигурање                                               | 3788     |
| 138 | Становништво које има право на државно социјално осигурање                                       | 93       |
| 139 | Становништво које има право на опште осигурање или здравствено осигурање за нову генерацију      | 40101    |
| 140 | Становништво које је било једном или није било у браку током 12 година и више                    | 27705    |
| 141 | Венчано или уједињено становништво од 12 година и више                                           | 45782    |
| 142 | Становништво које је било у браку или уједињено 12 година и више                                 | 7291     |
| 143 | Становништво са католичком религијом                                                             | 79386    |
| 144 | Протестанти, еванђелисти и библијски следбеници различити од еванђелиста                         | 16785    |
| 145 | Становништво са другим религијама различитим од претходних                                       | 7        |
| 146 | Становништво без религије                                                                        | 7321     |
| 147 | Укупно пописаних домаћинства                                                                     | 25638    |
| 148 | Пописна домаћинства на челу са мушкарцима                                                        | 20425    |
| 149 | Пописна домаћинства на челу са женама                                                            | 5213     |
| 150 | Становништво у пописним домаћинствима                                                            | 104082   |
| 151 | Становништво у пописним домаћинствима на челу са мушкарцима                                      | 86449    |
| 152 | Становништво у пописним домаћинствима на челу са женама                                          | 17633    |
| 153 | Укупно домаћинстава                                                                              | 29557    |
| 154 | Укупно насељених домаћинстава                                                                    | 25771    |
| 155 | Укупно приватних кућа                                                                            | 29424    |
| 156 | Насељени приватни домови                                                                         | 25638    |
| 157 | Укупно насељених приватних кућа                                                                  | 25770    |
| 158 | Ненасељене приватне куће                                                                         | 2569     |
| 159 | Појединачна домаћинства за привремену употребу                                                   | 1217     |
| 160 | Становници у насељеним приватним кућама                                                          | 104082   |
| 161 | Насељеност станара у приватним становима                                                         | 4.06     |
| 162 | Просечно становника по соби у приватним насељеним домаћинствима                                  | 1.21     |
| 163 | Појединачна домаћинства са подовима од различитих материјала од земље                            | 17822    |
| 164 | Појединачна домаћинства у приземљу                                                               | 7747     |
| 165 | Појединачна домаћинства са једном спаваћом собом                                                 | 10600    |
| 166 | Појединачна домаћинства са две спаваће собе и више                                               | 14980    |
| 167 | Појединачна домаћинства са једним собом                                                          | 3195     |
| 168 | Појединачна домаћинства са две собе                                                              | 5266     |
| 169 | Појединачна домаћинства са 3 собе и више                                                         | 17096    |
| 170 | Појединачна домаћинства која имају електрично светло                                             | 24725    |
| 171 | Појединачна домаћинства која немају електрично светло                                            | 845      |
| 172 | Појединачна домаћинства која имају водоводну воду у стамбеном простору                           | 10086    |
| 173 | Појединачна домаћинства која немају водоводну воду у стамбеном простору                          | 15464    |
| 174 | Појединачна домаћинства која имају тоалет                                                        | 25108    |
| 175 | Појединачна домаћинства која имају канализацију                                                  | 14013    |
| 176 | Појединачна домаћинства која немају канализацију                                                 | 11501    |
| 177 | Појединачна домаћинства која имају електрично светло, довод воде из јавне мреже и канализацију   | 5997     |
| 178 | Појединачна домаћинства без икаквих услова                                                       | 988      |
| 179 | Појединачна домаћинства која имају радио                                                         | 18689    |
| 180 | Појединачна домаћинства која имају телевизор                                                     | 22980    |
| 181 | Појединачна домаћинства која имају фрижидер                                                      | 20202    |
| 182 | Појединачна домаћинства која имају машину за веш                                                 | 11934    |
| 183 | Појединачна домаћинства која имају аутомобил или комби                                           | 7182     |
| 184 | Појединачна домаћинства која имају рачунар                                                       | 2585     |
| 185 | Појединачна домаћинства која имају фиксну телефонску линију                                      | 5866     |
| 186 | Појединачна домаћинства која имају мобилни телефон                                               | 10838    |
| 187 | Појединачна домаћинства која имају приступ интернету                                             | 1384     |